# Adair Turner
Pour les articles homonymes, voir Turner.
Jonathan Adair Turner, baron Turner of Ecchinswell, né le 5 octobre 1955 à Ipswich, est un homme d'affaires britannique, président de la FSA (l'autorité britannique de régulation des services financiers) jusqu'à son abolition en 2013, et ancien dirigeant de la confédération de l'industrie britannique (CBI). Il est également pair à vie. Il a présidé la commission des pensions (en) et le comité sur les changements climatiques. Il se décrit comme un « technocrate ».

## Biographie

### Enfance et jeunesse
Il grandit à Crawley en Angleterre puis East Kilbride en Écosse (deux villes nouvelles - son père étant un urbaniste formé à l'Université de Liverpool), où il fréquente alors la Grammar School de Hutchesons à Glasgow; il déménage ensuite à Argyll. Puis il est étudiant au Glenalmond College (en) et au Gonville and Caius College de Cambridge, avec une majeure en histoire et en économie, étant aussi président de l'association étudiante dite Union de Cambridge. Il est également président de l'Association conservatrice de l'Université. Il rejoint le parti social démocrate en 1981.

### Carrière dans les affaires
Après l'université, il enseigne l'économie à temps partiel, puis commence une carrière chez BP et travaille pour la Chase Manhattan Bank de 1979 à 1982. Il entre en 1982 chez McKinsey & Co où il est promu directeur en 1994. Turner est Directeur général de la Confédération de l'industrie britannique (CBI) de 1995 à 1999. Dans ce poste, il est l'un des principaux promoteurs de l'adhésion britannique à l'euro -- une position qu'il avoue plus tard être erronée. De 2000 à 2006 il est vice-président de Merrill Lynch pour l'Europe.
En 2002, il préside une enquête du gouvernement britannique sur les pensions. En 2007, il succède à Frances Cairncross (en) en tant que président du Conseil de recherche économique et sociale (en) et à Margaret Jay en tant que président du conseil de l'Institut du dévelopmement d'outremer (en).
En 2008, il est nommé président du comité sur les changements climatiques du gouvernement britannique qui vient d'être formé. Il démissionne de ce poste au printemps 2012.
Le 29 mai 2008, il est nommé président de la Financial Services Authority. Il prend ses fonctions le 20 septembre 2008 pour une durée de cinq ans succédant à Callum McCarthy (en) .
Il prononce en 2010 trois conférences à la London School of Economics sur « l'économie après la crise», publiée par MIT Press en livre sous le même titre. Il y critique deux dogmes de l'économie néolibérale, à savoir que l'objet de la politique devrait être la maximisation du PIB, en libéralisant les marchés et que l'inégalité est un fardeau acceptable du moment qu'il y a croissance du PIB.

### Taxe Tobin et positions économiques
En 2009, Adair Turner se prononce en faveur de la taxe Tobin avertissant que le secteur financier "gonflé" payant des salaires excessifs était devenu trop grand pour la société,,, relançant le débat sur la taxe Tobin. Le Premier ministre britannique Gordon Brown reprend cette proposition en la mettant à l'ordre du jour du G20 de novembre 2009. C'est alors que l'économiste Paul Krugman apporte son soutien à la proposition Turner-Brown d'une taxe portant sur l'ensemble des transactions financières, tandis que le Fonds monétaire international juge cette taxe trop difficile à mettre en œuvre. Dominique Strauss-Kahn, alors président du FMI, a d'ailleurs déclaré que « les transactions financières étant très difficiles à mesurer, une telle taxe serait très facile à contourner. »
Dans son ouvrage Between Debt and the Devil, Money, Credit, and Fixing Global Finance (2015), il s'interroge sur le rôle de la dette. Il avance que la croissance est devenue aujourd'hui dépendante de la dette et que celle-ci est si dangereuse qu'elle exige une révision approfondie de la façon dont l'économie est gérée. Il montre que les décideurs ont accepté de croire que la propagation de la dette était macroéconomiquement pertinente. La crise financière a prouvé, selon lui, que cela était faux, en particulier lorsque les économies accumulent le « mauvais type » de la dette, qui tend à étouffer la croissance pendant des années. Pour y remédier, il promeut l'idée que les banques centrales doivent recourir à une forme contrôlée de financement monétaire des dépenses publiques.

## Publications
- Economics After the Crisis : Objectives and Means, MIT Press, 2012, 128 p. (ISBN 978-0262017442)
- Between Debt and the Devil : Money, Credit, and Fixing Global Finance, Princeton University Press, 2015, 320 p. (ISBN 978-0691169644), trad. fr. Reprendre le contrôle de la dette. Pour une réforme radicale du système financier, Les Éditions de l'Atelier, 13 avril 2017, 336 p.  (ISBN 978-2-7082-4513-6)